# يوتلسات 7 غرب أ
يوتلسات 7 غرب أي (بالإنجليزية: Eutelsat 7 West A) (الأطلسي بيرد 7 سابقاً) (بالإنجليزية: Atlantic Bird 7) هو قمر صناعي أُطلِق في الـ24 سبتمبر 2011 تديره شركة يوتلسات، يقع في الموقع المداري °7.3 غرباً فوق خط الاستواء (المدار الجغرافي الثابت) ويغطي إرساله شمال أفريقيا والشرق الأوسط

## نِطاق التّغطية
- الشعاع العريض:[4] يستهدف الشرق الأوسط وشمال أفريقيا
- شعاع شمال غرب أفريقيا:[5] يستهدف المنطقة المغاربية إلى خليج غينيا